# کرف کل
کرف کل، روستایی از توابع بخش مرکزی شهرستان سیاهکل در استان گیلان ایران است.

## جمعیت
این روستا در دهستان مالفجان قرار دارد و براساس سرشماری مرکز آمار ایران در سال ۱۳۸۵، جمعیت آن ۱۹ نفر (۶خانوار) بوده‌است.